# Joe Satriani Original Album Classics
Original Album Classics è un boxset del chitarrista statunitense Joe Satriani, pubblicato nel 2008.

## Tracce

### Not of This Earth
1. Not of This Earth – 4:04
2. The Snake – 4:43
3. Rubina – 5:56
4. Memories – 4:06
5. Brother John – 2:10
6. The Enigmatic – 3:26
7. Driving at Night – 3:33
8. Hordes of Locusts – 4:59
9. New Day – 3:52
10. The Headless Horseman – 1:53

### Flying in a Blue Dream
1. Flying in a Blue Dream – 5:23
2. The Mystical Potato Head Groove Thing – 5:09
3. Can't Slow Down – 4:49
4. Headless – 1:30
5. Strange – 5:02
6. I Believe – 5:54
7. One Big Rush – 3:25
8. Big Bad Moon – 5:15
9. The Feeling – 0:50
10. The Phone Call – 3:01
11. Day at the Beach (New Rays from an Ancient Sun) – 2:03
12. Back to Shalla-Bal – 3:14
13. Ride – 4:56
14. The Forgotten (Part One) – 1:12
15. The Forgotten (Part Two) – 5:08
16. The Bells of Lal (Part One) – 1:19
17. The Bells of Lal (Part Two) – 4:07
18. Into the Light – 2:30

### The Extremist
1. Friends – 3:29
2. The Extremist – 3:43
3. War – 5:48
4. Cryin' – 5:43
5. Rubina's Blue Sky Happiness – 6:11
6. Summer Song – 5:00
7. Tears in the Rain – 1:18
8. Why – 4:45
9. Motorcycle Driver – 4:58
10. New Blues – 6:58

### Joe Satriani
1. Cool #9 – 6:00
2. If – 4:49
3. Down, Down, Down – 6:13
4. Luminous Flesh Giants – 5:55
5. S.M.F. – 6:43
6. Look My Way – 4:01
7. Home – 3:27
8. Moroccan Sunset – 4:23
9. Killer Bee Bop – 3:48
10. Slow Down Blues – 7:25
11. (You're) My World – 3:56
12. Sittin' 'Round – 3:38

### Crystal Planet
1. Up in the Sky – 4:09
2. House Full of Bullets – 5:33
3. Crystal Planet – 4:34
4. Love Thing – 3:50
5. Trundrumbalind – 5:13
6. Lights of Heaven – 4:23
7. Raspberry Jam Delta-v – 5:21
8. Ceremony – 4:53
9. With Jupiter in Mind – 5:46
10. Secret Prayer – 4:27
11. A Train of Angels – 3:42
12. A Piece of Liquid – 3:04
13. Psycho Monkey – 4:36
14. Time – 5:05
15. Z.Z.'s Song – 3:01